# Extra Pan
Extra Pan – czwarty album studyjny grupy Houk wydany w 2000.
Inspiracją dla tytułu płyty było spotkanie Dariusza Malejonka z ukrywającym się rosyjskim lotnikiem, ofiarą doświadczeń genetycznych. Wręczył on muzykowi rysunek lotnika (później znalazł się okładce płyty), który na czapce miał czerwoną gwiazdę. Symbolizował on kondycję armii rosyjskiej. Tytuł albumu powstał ze skojarzenia czeskiego odpowiednika dla słowa Superman – „Extra Pan”. Jak stwierdził Malejonek: „Z radia nagrałem sobie czeski zwrot: «genetycki modyfikowany organizm». Otwiera on cały kawałek. Dzięki temu nastrój tego numeru nie jest grobowy, ale wesoły”. Wedle jego słów tytułowy utwór był „protest song przeciwko eksperymentom genetycznym, klonowaniu ludzi”. Utwór pt. „Holocaust” stanowi sprzeciw wobec dokonywaniu aborcji.
Album był promowany teledyskami do utworów „Zion” (reż. Grzegorz Sadurski) i „Pułapka” (reż. Bartosz Konopka).

## Lista utworów
1. „Extra Pan” – 03:03
2. „Prostytutki i złodzieje” – 03:06
3. „Zion” – 04:00
4. „Love is an answer in Y2K” – 05:01
5. „Pułapka” – 05:04
6. „I'm on the rock” – 04:30
7. „Children of the Revolution” – (cover T. Rex) 03:15
8. „Stand on my feet” – 04:26
9. „Stop living in my head” – 04:23
10. „Prowadź mnie” – 04:14
11. „Holocaust” – 04:58

## Twórcy
Członkowie grupy:
- Dariusz "Maleo" Malejonek – śpiew, gitara, dżemba, tuberleki, producent muzyczny
- Paweł "Gruby" Krawczyk – gitara
- Tomek "Bolek" Sierajewski – gitara
- Sławomir "Slav" Klugman – gitara basowa
- Maciej "Ślimak" Starosta – perkusja

Inni muzycy:
- Jan Pęczak – gitara w utworach 1, 7
- Marcin Pospieszalski – organy Wurlitzera w utworach 4, 7
- Paweł Zarecki – organy Hammonda w utworach 4, 7
- Maurycy Idzikowski, Marek Dobrzyński, Daniel Grzeszykowski – sekcja dęta w utworach 4, 7

Pozostali:
- Edward Sosulski – realizator nagrań
- Grzegorz Piwkowski – mastering

Kompozycje:
- Houk – muzyka: 1-6, 8-11
- Dariusz Malejonek – słowa: 1-6, 8-11
- Marc Bolan (T. Rex) – słowa i muzyka: 7

(Opracowano na podstawie materiałów źródłowych)